# Ageratina triangulata
Ageratina triangulata là một loài thực vật có hoa trong họ Cúc. Loài này được (alam. ex DC.) B.L.Turner mô tả khoa học đầu tiên năm 1987.